# Amphoe Sam Chai
Amphoe Sam Chai (Thai: อำเภอ สามชัย) ist ein Landkreis (Amphoe – Verwaltungs-Distrikt) der Provinz Kalasin. Die Provinz Kalasin liegt in der Nordostregion von Thailand, dem so genannten Isan.

## Geographie
Die Nachbarbezirke sind im Uhrzeigersinn von Osten startend: die Amphoe Kham Muang, Sahatsakhan und Nong Kung Si in der Provinz Kalasin sowie Amphoe Wang Sam Mo der Provinz Udon Thani.

## Geschichte
Sam Chai wurde am 1. April 1995 zunächst als  „Zweigkreis“ (King Amphoe) eingerichtet, indem er vom Amphoe Kham Muang abgetrennt wurde.
Am 15. Mai 2007 hatte die thailändische Regierung beschlossen, alle 81 King Amphoe in den einfachen Amphoe-Status zu erheben, um die Verwaltung zu vereinheitlichen.
Mit der Veröffentlichung in der Royal Gazette „Issue 124 chapter 46“ vom 24. August 2007 trat dieser Beschluss offiziell in Kraft.

## Verwaltung

### Provinzverwaltung
Der Landkreis Sam Chai ist in 4 Tambon („Unterbezirke“ oder „Gemeinden“) eingeteilt, die sich weiter in 47 Muban („Dörfer“) unterteilen.
| Nr. | Name             | Thai       | Muban | Einw. |
| --- | ---------------- | ---------- | ----- | ----- |
| 1.  | Samran           | สำราญ      | 12    | 8.280 |
| 2.  | Samran Tai       | สำราญใต้    | 20    | 8.893 |
| 3.  | Kham Sang Thiang | คำสร้างเที่ยง | 07    | 3.174 |
| 4.  | Nong Chang       | หนองช้าง    | 08    | 5.260 |

### Lokalverwaltung
Es gibt vier „Tambon-Verwaltungsorganisationen“ (องค์การบริหารส่วนตำบล – Tambon Administrative Organizations, TAO) im Landkreis:
- Samran (Thai: องค์การบริหารส่วนตำบลสำราญ)
- Samran Tai (Thai: องค์การบริหารส่วนตำบลสำราญใต้)
- Kham Sang Thiang (Thai: องค์การบริหารส่วนตำบลคำสร้างเที่ยง)
- Nong Chang (Thai: องค์การบริหารส่วนตำบลหนองช้าง)